# ماثيو سميث (سياسي أمريكي)
ماثيو سميث (بالإنجليزية: Matthew Smith)‏ هو سياسي أمريكي، ولد في 1734، وتوفي في 22 يوليو 1794.